# Tapinocaninus pamelae
Tapinocaninus pamelae és una espècie extinta de sinàpsid de la família dels tapinocefàlids que visqué a Àfrica durant el Permià mitjà, fa entre 265,1 i 268,8 milions d'anys. Se n'han trobat restes fòssils a la província sud-africana del Cap Occidental. Es tracta de l'única espècie del gènere Tapinocaninus. Aquest animal herbívor és el tapinocefàlid més antic que es coneix i, a diferència de tots els altres representants d'aquesta família tret de l'ulemosaure, conservava dents canines com a tals. El nom genèric Tapinocaninus significa 'canina humil', mentre que el nom específic pamelae fou elegit en honor de la mare del seu descobridor.